# گوس کریک، کریک، کنتاکی
گوس کریک، کریک (به انگلیسی: Goose Creek) شهری در ایالت کنتاکی کشور ایالات متحده آمریکا است که جمعیت آن در سرشماری سال ۲۰۱۰ میلادی، ۲۹۴ نفر بوده‌است.